# Vancouver Stock Exchange (VSE)
Die Vancouver Stock Exchange (VSE) war eine Wertpapierbörse mit Sitz in Vancouver, British Columbia. Sie wurde 1906 gegründet. Am 29. November 1999 fusionierte die VSE mit der Canadian Venture Exchange (CDNX).

## Geschichte
Sie wurde 1906 gegründet und war nach der Toronto Stock Exchange (TSX) und der Montreal Stock Exchange (MSE) die drittgrößte Börse in Kanada. An ihr waren viele Aktien mit geringer Marktkapitalisierung sowie aus den Bereichen Bergbau, Öl- und Gasexploration vertreten. Sie war bekannt für ihre zahlreichen Betrügereien und kriminellen Geschichten.